# Sincope cardiaca
Per sincope cardiaca in campo medico si intende lo svenimento di una persona a seguito di un problema cardiaco, precisamente legato alla presenza di un ostacolo nella gittata cardiaca. Essa avviene in rapidità, senza essere legata a convulsione.

## Definizione di sincope
La sincope è un'improvvisa perdita di coscienza, si risolve senza l'uso di terapie specifiche e occupa mediamente dall'1 al 6% dei ricoveri ospedalieri.

## Eziologia
La sincope può avvenire a causa di uno sforzo effettuato dalla persona affetta dalla stenosi aortica. Anche lesioni ostruttive di altro genere o aritmie possono causare la sincope cardiaca.

## Diagnosi
Se l'individuo sviene mentre compie un particolare movimento si potrebbe presupporre un trombo valvolare a palla. 